# Курмашев, Гайнан Нуриевич
Гайнан Нуриевич Курмашев — участник и руководитель подпольной организации Волжско-татарского легиона Вермахта «Идель-Урал».

## Биография
Гайнан Курмашев родился в 1919 г. в Хобдинском районе Актюбинской области.
Окончил Параньгинский педагогический техникум. До войны он работал учителем Куянковской школы Параньгинского района Марийской АССР, где преподавал математику, географию. Ещё во время учёбы он начал писать стихи.
В 1937 г. он был исключён из комсомола, будучи обвинённым в кулацком происхождении. Были арестованы несколько его родственников. Поэтому Гайнан Курмашев тайно уехал из Куянково в Актюбинск, где снова устроился работать в школу. Уже в 1939 г. в возрасте 20 лет он стал директором школы, когда его призвали в армию.
В армии Гайнан Курмашев окончил школу младших командиров и получил звание лейтенанта. Участвовал в советско-финской войне, после её окончания служил в Гомельской области. С первых дней участвовал в Великой Отечественной войне. Являясь командиром разведчиков, в 1942 году в составе особой группы он с характеристикой абсолютно надёжного и проверенного человека был с заданием заброшен в тыл врага и попал в немецкий плен. Там его перевели в лагерь для военнопленных в Демблине (Польша). Здесь из советских военнопленных из народов Поволжья — татар, башкир, удмуртов, чувашей — немецкое командование формировало легион «Идель-Урал».
Оказавшись в составе этого легиона, Гайнан Курмашев, Муса Джалиль и несколько других татарских военнопленных создали подпольную организацию, деятельность которой была направлена на разложение легиона изнутри. Несмотря на свою молодость (он был моложе всех остальных участников подполья), Гайнан Курмашев возглавил эту организацию под кличкой Григория Курмаша.
Усилия татарских подпольщиков привели к тому, что легион был взорван изнутри. Первый же батальон легиона, направленный на подавление партизанского движения в Витебскую область, 23 февраля 1943 г. почти в полном составе с оружием в руках перешёл на сторону партизан.
Из-за деятельности специально засланных провокаторов татарское подполье оказалось раскрыто, а все его члены (около сорока человек) в августе 1943 года были арестованы. Суд приговорил подпольщиков к смертной казни. В решении второго имперского суда, озаглавленного «Курмашев и десять других», первой и отдельной строкой был дан приговор и Гайнану Курмашеву.
Казнь через гильотинирование состоялась только через год — 25 августа 1944 года. Первым на эшафот взошёл Гайнан Курмашев. По словам присутствовавшего на казни пастора Георгия Юрытко, «татары умерли с улыбкой».

## Память
Уже после войны в 1990 г., когда стала известна роль татарского подполья в легионе «Идель-Урал», Гайнан Курмашев был посмертно награждён орденом Отечественной войны первой степени.
11 стихов Гайнана Курмаша были опубликованы в небольшой брошюре под названием «За гранью жизни…».
15 февраля 2005 года в деревне Куянково состоялось торжественное открытие мемориальной доски, посвящённой Гайнану Курмашу.
В честь героя названа улица в Актюбинске.
В Казани, на площади 1 Мая у Спасской башни казанского Кремля, установлены памятник Мусе Джалилю и стела с барельефами десяти соратников группы Курмашева.